# Пінк (судно)

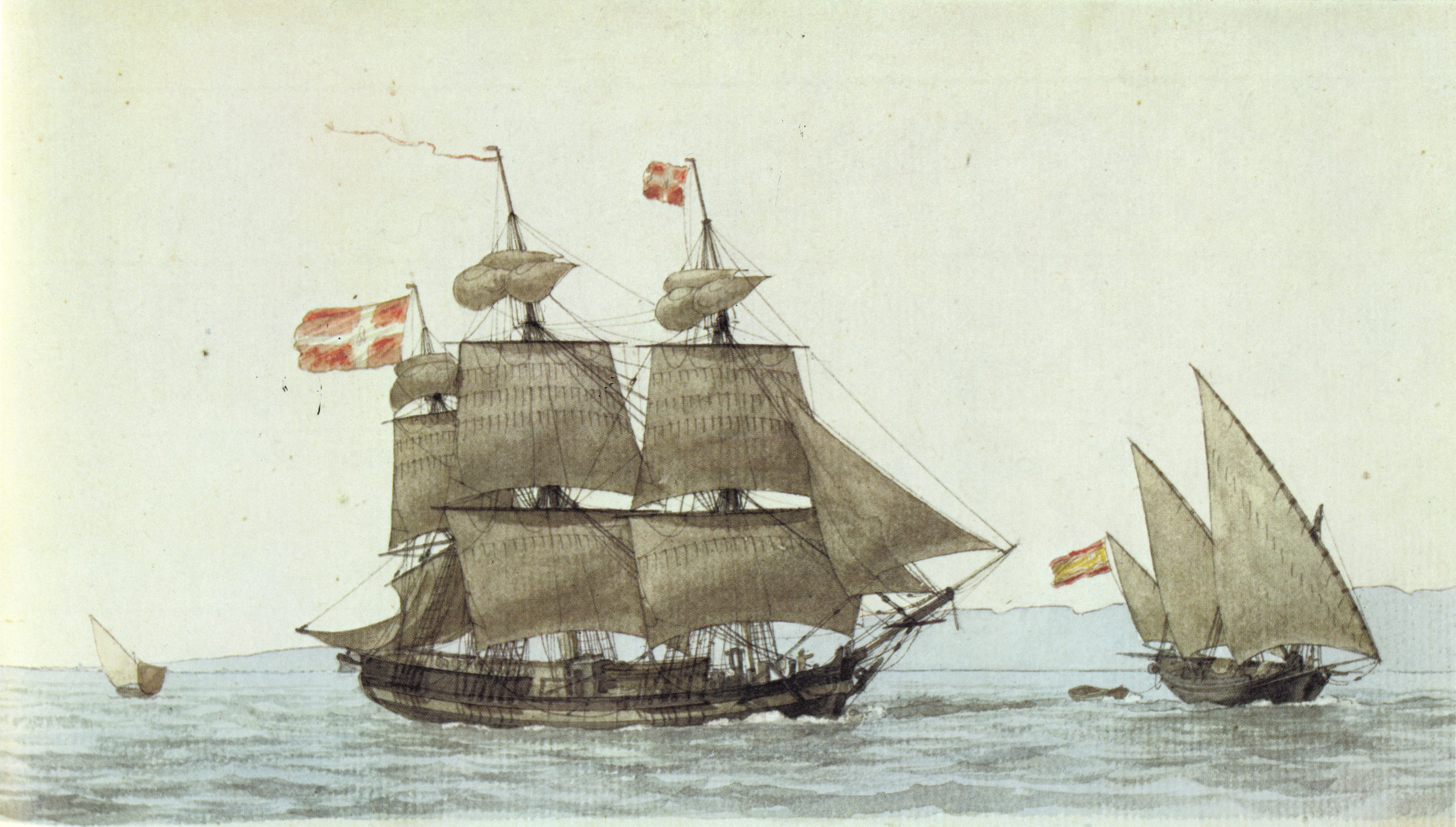
Датське тримачтове судно (ліворуч) та іспанський пінк (праворуч), Антуан Ру

Пінк, або пінка (від фр. Pinque — плоскодонне вітрильне судно та нім. Pinke — вантажне судно), — дво- або трищоглове вітрильне судно з косими латинськими або прямими вітрилами та дуже вузькою кормою. Використовувалося з XVII століття флотами морських держав для розвідки та крейсерських операцій. У торговому судноплавстві на Середземному морі судна цього типу часто називалися барком. Вони мали звужену корму та три щогли, а наприкінці носу та корми — бушприт і кормовий вистріл.
Термін застосовувався до двох різних типів кораблів. Перший був невеликим плоскодонним кораблем із вузькою кормою, назва якого походить від італійського слова pinco і який переважно використовували в Середземному морі як вантажне судно. В Атлантичному океані слово «Пінк» використовувалося для опису будь-якого невеликого корабля з вузькою кормою, що походить від голландського слова pincke, що означає «обмежений, тісний».
Водотоннажність складала від 50 до 200 тонн. Озброювалися гладкоствольними гарматами з калібром 4-8 фунтів кількістю до 20 гармат. У військових флотах пінки не отримали широкого застосування, зокрема в якості розвідувальних та легких транспортних суден вони поступалися таким типам кораблів як шлюп, флейт та яхта. Крім розвідки та крейсерських операцій, пінки використовувалися для перевезення вантажів та підвезення провіанту та боєприпасів на судна ескадр.
Певна кількість пінків була на службі в англійському флоті в другій половині XVII століття. У 1730-х роках пінки використовувалися під час трансатлантичних подорожей для доставки іммігрантів із Пфальцу до Америки. Цей тип корабля був доволі швидким та маневреним і часто використовувався в Середземному морі, зокрема тому що на ньому можна було плавати на мілководді та крізь коралові рифи, а також на ньому було можливим пересуватися вгору по річках.